# Местни избори в Гърция (2019)
Местните избори в Гърция през 2019 година се провеждат съвместно с изборите за Европейски парламент на 26 май 2019 г. Вторият тур се провежда на 2 юни 2019 г.
„Нова демокрация“ печели вота в 12 от 13-те области на страната. В големите общини с население над 50 000 жители „Нова демокрация“ е с 35 кмета, Движението за промяна - с 9, а управляващата партия СИРИЗА - с 5. 
„Нова демокрация“ печели местните избори в Атика, Атина и Солун. Управляващата СИРИЗА печели единствено Крит още на първия тур, докато „Нова демокрация“ е победителка още на 26 май в пет области - Централна Македония, Западна Македония, Тесалия, Епир и Южен Егей. 